# Гихарро, Патриция
Патриция Гихарро Гутьеррес (исп. Patricia Guijarro Gutiérrez; род. 17 мая 1998, Пальма) — испанская футболистка клуба «Барселона» и сборной Испании, выступающая на позиции центрального и/или опорного полузащитника.

## Клубная карьера

### Ранние годы
Патри (Патрисия) Гихарро родилась 17 мая 1998 года в Пальме, столице острова Майорка. Девушка говорит, что родилась в «футбольной семье» и с юных лет разделяла интерес к спорту со своими родителями. Уже в 7 лет она начала играть в футбол под влиянием отца. Первым клубом, за который выступала Патри, стал клуб родного города CF Patronato.

### «Кольеренсе»
В 14 лет Гихарро получила приглашение выступать за молодежную команду «UD Collerense» после того, как ей больше не разрешили играть с мальчиками.
Уже через год спортсменку перевели в основу, ей всего пятнадцать лет. В матче против «Барселоны» она привлекла внимание тогдашнего тренера Хави Льоренса, который уже следующим летом предложил подписать контракт с каталонский клубом .

### «Барселона»
В 2015 году главный тренер «Барселоны» Хави Льоренс лично пригласил юную полузащитницу в клуб, потому что видел в ней большой потенциал. Гихарро подписала контракт на три года, до 2018 года. Дебютировал в 17 лет, Патриция стала одной из самых молодых футболисток, когда либо надевавших футболку каталонского клуба.
В июне 2018 года Патриция продлила свой контракт до 2021 года. С начала сезона 2018/19 Гихарро становится пятым капитаном команды.
В конце 2018 вошла в топ-100 лучших футболисток мира за календарный год по версии издания «The Guardian», заняв позицию 68.
В конце 2020 вошла в топ-100 лучших футболисток мира за календарный год по версии издания «The Guardian», заняв позицию 87.
В начале сезона 2021/22, в связи с уходом капитана команды Вики Лосада, Патриция была избрала четвертым капитаном команды.
В конце 2021 вошла в топ-100 лучших футболисток мира за календарный год по версии издания «The Guardian», заняв позицию 29.
В конце 2022 вошла в топ-100 лучших футболисток мира за календарный год по версии издания «The Guardian», заняв позицию 31.

## Статистика выступлений

### Клубная статистика
| Клуб             | Сезон            | Лига | Лига | Кубок | Кубок | Лига чемпионов | Лига чемпионов | Суперкубок Испании | Суперкубок Испании | Кубок Каталонии | Кубок Каталонии | Итого | Итого |
| Клуб             | Сезон            | Игры | Голы | Игры  | Голы  | Игры           | Голы           | Игры               | Голы               | Игры            | Голы            | Игры  | Голы  |
| ---------------- | ---------------- | ---- | ---- | ----- | ----- | -------------- | -------------- | ------------------ | ------------------ | --------------- | --------------- | ----- | ----- |
| Кольеренсе       | 2013/14          | 22   | 3    | -     | -     | -              | -              | -                  | -                  | -               | -               | 22    | 3     |
| Кольеренсе       | 2014/15          | 29   | 4    | -     | -     | -              | -              | -                  | -                  | -               | -               | 29    | 4     |
| Кольеренсе       | Итого            | 51   | 7    | 0     | 0     | 0              | 0              | 0                  | 0                  | 0               | 0               | 51    | 7     |
| Барселона        | 2015/16          | 23   | 6    | 3     | 1     | 5              | 0              | -                  | -                  | 2               | 2               | 33    | 9     |
| Барселона        | 2016/17          | 20   | 2    | 2     | 0     | 5              | 0              | -                  | -                  | 2               | 0               | 29    | 2     |
| Барселона        | 2017/18          | 25   | 9    | 4     | 0     | 6              | 1              | -                  | -                  | 2               | 1               | 37    | 11    |
| Барселона        | 2018/19          | 14   | 4    | 1     | 0     | 3              | 2              | -                  | -                  | 0               | 0               | 18    | 6     |
| Барселона        | 2019/20          | 18   | 2    | 2     | 0     | 5              | 1              | 2                  | 1                  | 2               | 0               | 29    | 4     |
| Барселона        | 2020/21          | 29   | 8    | 5     | 2     | 7              | 0              | 1                  | 0                  | -               | -               | 42    | 10    |
| Барселона        | 2021/22          | 25   | 4    | 3     | 0     | 8              | 0              | 2                  | 0                  | -               | -               | 38    | 4     |
| Барселона        | 2022/23          | 28   | 3    | 0     | 0     | 10             | 4              | 2                  | 0                  | -               | -               | 40    | 7     |
| Барселона        | 2023/24          | 23   | 5    | 5     | 1     | 10             | 4              | 2                  | 0                  | -               | -               | 40    | 10    |
| Барселона        | 2024/25          | 25   | 7    | 4     | 1     | 11             | 0              | 2                  | 1                  | -               | -               | 42    | 9     |
| Барселона        | Итого            | 230  | 50   | 29    | 5     | 70             | 12             | 11                 | 2                  | 8               | 3               | 348   | 72    |
| Всего за карьеру | Всего за карьеру | 281  | 57   | 29    | 5     | 70             | 12             | 11                 | 2                  | 8               | 3               | 399   | 79    |

## Личная жизнь
В одном из интервью Патри призналась что её кумиром всегда были Андрес Иньеста и партнёр по сборной Вирджиния Торресилья.
Полузащитник стала первой девушкой в Ла Масии, сдавшей экзамен A Level, и в настоящее время изучает физиотерапию.

## Достижения

### Командные
«Барселона»
- Чемпионка Испании (4): 2019/20, 2020/21, 2021/22, 2022/23
- Обладательница Кубка Испании (5): 2017, 2018, 2019/20, 2020/21, 2021/22
- Обладательница Суперкубка Испании (4): 2019/20, 2021/22, 2022/23, 2023/2024
- Победительница Лиги чемпионов УЕФА (2): 2020/21, 2022/23
- Обладательница Кубка Каталонии (5): 2015, 2016, 2017, 2018, 2019

Итого: 20 трофеев

### Личные
- Золотой мяч 2023: 8 место[13]